# Pro Patria et Libertate Unione degli Sports Bustesi 1944-1945
Questa voce raccoglie le informazioni riguardanti la Pro Patria et Libertate Unione degli Sports Bustesi nelle competizioni della stagione 1944-1945.

## Stagione
Nel periodo più difficile per l'Italia in guerra vennero organizzati solo tornei regionali, in quanto il calcio ufficiale era fermo, e la Pro Patria prese parte al "Torneo Benefico Lombardo", un torneo a dodici squadre, che i bustocchi conclusero con 18 punti a centro classifica, la manifestazione calcistica più importante in Lombardia, un torneo anomalo perché alcune squadre partecipanti si sono rinforzate con prestiti dalla massima serie.
Dopo il torneo Alta Italia del 1944 e la Coppa Meneghetti, il calcio in Italia non si ferma del tutto, né nei territori liberati dagli alleati, né in quelli sottoposti all'occupazione tedesca e alla RSI. Ovunque si combatte aspramente, ma sotto l'egida della Federazione (Direttorio 2. Zona) in Lombardia viene organizzato il Torneo Benefico Lombardo, disputato dal 31 dicembre 1944 e l'8 luglio 1945, termina quindi dopo l'armistizio. Oltre agli eventi bellici è un inverno dalle forti nevicate sulla Lombardia, ed inoltre il torneo è travagliato dai prematuri ritiri di Varese e Gallaratese poco oltre la metà del torneo. Per il girone di ritorno è necessario riformulare il calendario che risulterà più corto. Sarà il Como a laurearsi campione lombardo, la Pro Patria disputa un torneo onorevole terminando sesta con Milano e Legnano.

## Rosa
| N. |                   | Ruolo | Calciatore          |
| -- | ----------------- | ----- | ------------------- |
|    | Italia (bandiera) | P     | Natale Erbinovi     |
|    | Italia (bandiera) | P     | Guido Visco Gilardi |
|    | Italia (bandiera) | P     | Antonio Turconi     |
|    | Italia (bandiera) | D     | Giancarlo Crespi    |
|    | Italia (bandiera) | D     | Bruno Crola         |
|    | Italia (bandiera) | D     | Giovanni Ivaldi     |
|    | Italia (bandiera) | D     | Aldo Marelli        |
|    | Italia (bandiera) | D     | Cesare Pellegatta   |
|    | Italia (bandiera) | C     | Antonio Azimonti    |
|    | Italia (bandiera) | C     | Carlo Azzimonti     |

| N. |                   | Ruolo | Calciatore       |
| -- | ----------------- | ----- | ---------------- |
|    | Italia (bandiera) | C     | Alfonso Borra    |
|    | Italia (bandiera) | C     | Carlo Ceriotti   |
|    | Italia (bandiera) | C     | Goffredo Colombi |
|    | Italia (bandiera) | C     | Enzo Ferrario    |
|    | Italia (bandiera) | C     | Piero Mocca      |
|    | Italia (bandiera) | C     | Piero Pozzi      |
|    | Italia (bandiera) | C     | Angelo Turconi   |
|    | Italia (bandiera) | A     | Rodolfo Gregar   |
|    | Italia (bandiera) | A     | Carlo Reguzzoni  |
|    | Italia (bandiera) | A     | Antonio Torreano |

## Risultati

### Girone di andata
| Arbitro: | Cipriani (Milano) |

|                |           |  |
| Gregar 8’, 14’ | Marcatori |  |

| Busto Arsizio 14 gennaio 1944 2ª giornata | Pro Patria         | 0 – 0 | Milano | Stadio Comunale\| Arbitro: \| Marchetti (Milano) \| |
| Arbitro:                                  | Marchetti (Milano) |       |        |                                                     |

| Arbitro: | Cipriani (Milano) |

|                             |           |                     |
| Reguzzoni 4’ A. Turconi 64’ | Marcatori | 52’ Frossi 86’ Aebi |

| Arbitro: | Carpani (Milano) |

|                                       |           |                    |
| Crola 9’ C. Azimonti 50’ Torreano 80’ | Marcatori | 69’ (rig.) Demaria |

| Arbitro: | Valsecchi (Milano) |

|           |           |                |
| Dusio 15’ | Marcatori | 65’ A. Turconi |

| Arbitro: | Mondani (Milano) |

|                                                         |           |                                         |
| Pellegatta 3’ Reguzzoni 26’ Torreano 26’ Turconi II 66’ | Marcatori | 7’ (rig.) Tagliabue 60’ (rig.) Gallanti |

| Arbitro: | Cipriani (Milano) |

|  |           |                              |
|  | Marcatori | 15’ C. Azimonti 82’ Torreano |

| Arbitro: | Camiolo (Milano) |

|              |           |  |
| Torreano 85’ | Marcatori |  |

| Arbitro: | ? |

|     |           |  |
| Gol | Marcatori |  |

| Arbitro: | Massironi (Milano) |

|  |           |           |
|  | Marcatori | 52’ Piola |

| Arbitro: | Bergomi (Milano) |

|               |           |  |
| Buscaglia 64’ | Marcatori |  |

### Girone di ritorno
| Arbitro: | Valsecchi (Milano) |

|                       |           |                 |
| Grosso 75’ Parvis 79’ | Marcatori | 44’ C. Azimonti |

| Arbitro: | ? |

|           |           |  |
| Gol · Gol | Marcatori |  |

| Legnano 3 giugno 1945 14ª giornata | Legnano | 0 – 0 | Pro Patria | Stadio Comunale\| Arbitro: \| ? \| |
| Arbitro:                           | ?       |       |            |                                    |

| Arbitro: | Camiolo (Milano) |

|             |           |                 |
| Ganelli 27’ | Marcatori | 67’ C. Azimonti |

| Arbitro: | ? |

|                     |           |                                 |
| Zandali 39’ Granata | Marcatori | 44’ C. Azimonti 50’ A. Azimonti |

| Arbitro: | ? |

|            |           |  |
| Strada 44’ | Marcatori |  |

| Arbitro: | ? |

|                                         |           |  |
| Gol · Gol · Gol · Gol · Gol · Gol · Gol | Marcatori |  |

| Arbitro: | Mondani (Milano) |

|                                           |           |                |
| Muci 6’, 20’, 83’ Cavigioli 29’ Piola 77’ | Marcatori | 48’ A. Turconi |

| Arbitro: | Cipriani (Milano) |

|                       |           |           |
| A. Turconi 71’ (rig.) | Marcatori | 79’ Ricci |